# Сідоній Аполлінарій
Гай Соллій Модест Сідоній Аполлінарій (лат. Gaius Sollius Modestus Sidonius Apollinaris; 5 листопада 430 — 486) — церковний діяч, письменник пізньої Римської імперії, католицький святий, його день — 21 серпня.

## Життєпис
Походив з впливової та заможної родини. Народився у 430 році. Син Аполлінарія, префект Галлії. Отримав гарну освіту і вже замалоду уславився красномовністю та віршами. У 449 році, за його власним повідомленням, він разом з батьком був присутній на святкуваннях, організованих в Арлі на честь вступу на посаду консулів Астера і Протогена.
У 452 році Сідоній одружився з донькою майбутнього імператора Авіта, якого пізніше супроводжував до Рима. Після повалення і втечі Авіта, він повернувся в Лугдунум, де в 457 році був узятий у полон новим імператором Майоріаном. У силу його популярності, той поводився з ним шанобливо і незабаром звільнив, за що той у свою чергу заслужив панегірик, за який сам Сідоній був нагороджений бронзовою статуєю на Форумі й титулом коміта. Незабаром став доместіком (ад'ютантом) імператора. У 461 році після повалення Майоріана Сідоній на деякий час переїхав до області арвернів у Галлії. Повернувся до Риму лише за нового імператора Анфемія.
У 467 році імператор Прокопій Анфемій включив його до числа патриціїв, надав звання сенатора і призначив префектом Риму. Однак приблизно в 470 році Сідоній залишив цю посаду через притягнення Арванда, одного з близьких йому людей, до суду за звинуваченням у державній зраді.
Повернувшись до Галлії, він довгий час боровся зі зловживаннями Сероната, корумпованого високопосадовця, а близько 471—472 років, швидше за все за політичними причинами, був призначений єпископом у Немосс (Клермон Арверни) сучасне місто Клермон-Ферран.
Організував опір арвернів проти вестготів. У 475 році вестготи взяли місто Клермон Арверни, і Сідоній, який брав активну участь в обороні, знову ненадовго опинився у в'язниці, проте був звільнений завдяки клопотанням свого друга, одного з наближених короля Ейріха. Незабаром його відновлено в правах і він залишився єпископом до своєї смерті.

## Творчість

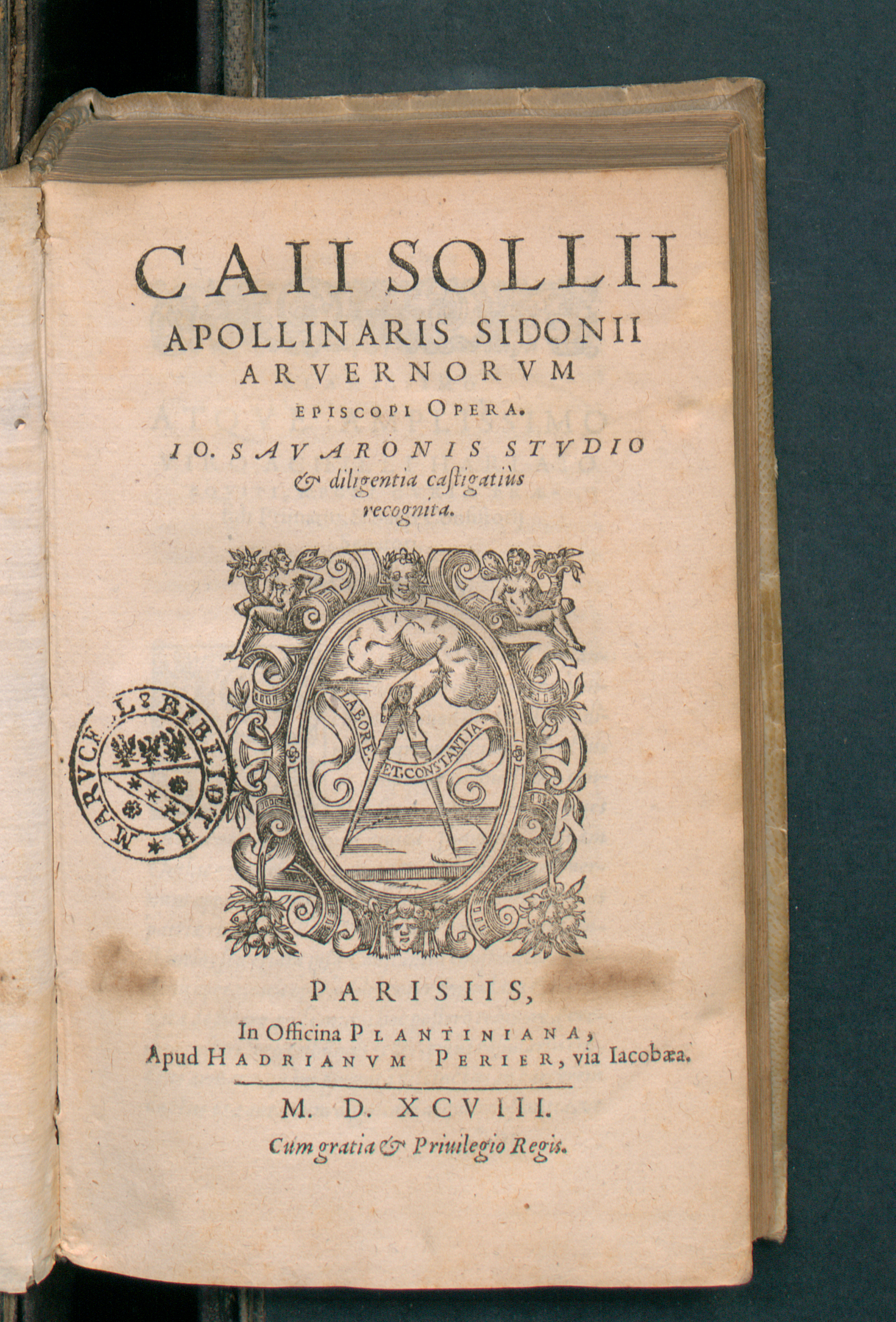
Opera, 1598

Складав свої твори латиною. Був майстром епістолярного жанру, а також складав панегірики, найвищим посадовцям, перш за все імператорам. У 452 році присвятив свій перший панегірик імператору Авіту, 457 року — Маойріану, 468 року — Анфемію. Вони увійшли до збірки з 24 творів «Вірші».
Твори Сідонію Аполлінарія, в особливості письма, є цінним джерелом з історії завоювання Галлії вестготами. Його листування — одне з чотирьох галло-римських листувань, що дійшли до нас від цього часу — при відомій пишномовності стилю значною мірою проливає світло на культурний та громадський клімат останніх років Західної імперії. Вони об'єднані до збірки «Листи».

## Родина
Дружина — Папіанілла, донька імператора Авіта
Діти:
- Аполлінарій (д/н—515)
- Северіна
- Росція
- Алцііма